# Les Six Cygnes (conte)
Pour les articles homonymes, voir Les Six Cygnes.
Les Six Cygnes ou Les Six Frères Cygnes (en allemand : Die sechs Schwäne) est un conte populaire allemand qui figure parmi ceux recueillis par les frères Grimm dans le premier volume de Contes de l'enfance et du foyer (Kinder- und Hausmärchen, 1812, no KHM 49),,.

## Synopsis

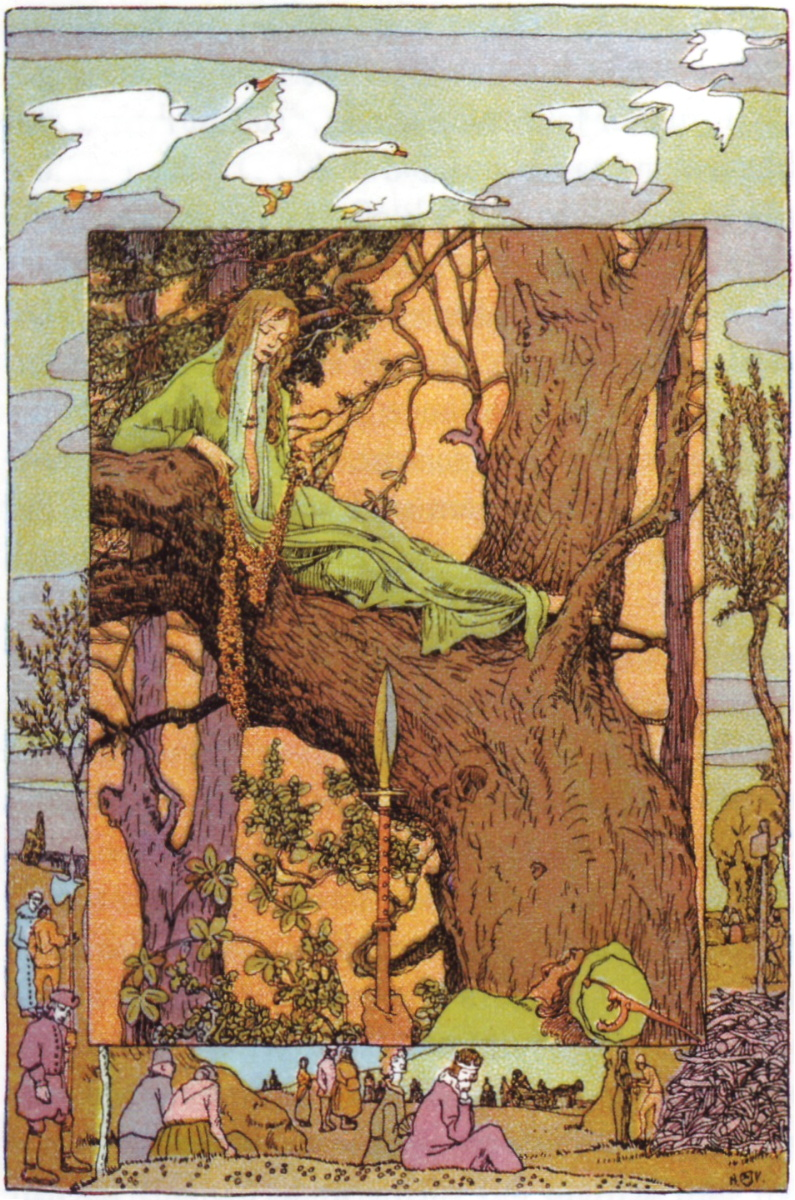
Illustration du conte de Grimm « Les Six Cygnes » par Heinrich Vogeler.

Un roi qui s'est égaré alors qu'il chassait dans la forêt accepte l'aide d'une sorcière pour en sortir et doit épouser sa fille en retour. Afin de protéger ses six fils et sa fille de la belle-mère, il les amène dans un château dans les bois, il déroule un fil pour retrouver le chemin qui y mène. Lorsque la reine le découvre, elle coud des chemises magiques et, une fois portées par les frères, les transforme en cygnes. Pour les racheter, la sœur n’est pas autorisée à parler, ni rire pendant six ans et doit coudre six chemises de fleurs aster. Un roi chasseur la trouve et l'épouse, mais sa mère calomnie la jeune femme silencieuse et par trois fois lui vole ses nouveau-nés la laissant avec du sang sur sa bouche. Quand elle doit être brûlée sur le bûcher, les six cygnes s'envolent. Elle transforme ses frères avec les chemises, dont il manque encore une manche à l'une d'elles. La belle-mère est brûlée et ils vécurent heureux.

## Classification et analogies
La classification Aarne-Thompson-Uther, qui regroupe les contes populaires par contes-types, range Les Six Cygnes sous la rubrique AT 451 (« La Petite Fille qui cherche ses frères »).
Les Sept Corbeaux (Die sieben Raben, KHM 25) et Les Douze Frères (Die zwölf Brüder, KHM 9) appartiennent également à cette rubrique.
Parmi les autres récits présentant également certaines similitudes, citons Les Oies sauvages et Les Cygnes sauvages, ainsi que l'histoire de Fionnghuala dans la mythologie celtique irlandaise.
Le conte Les Sept Corbeaux présente de grandes analogies avec Les Six Cygnes et surtout avec Les Douze Frères, dont il est une version abrégée. Stith Thompson, qui résume l'argument général de ces trois contes dans The Folktale (voir bibliographie), signale que cette histoire a un long passé littéraire : elle est utilisée dès 1190 dans le Dolopathos de Johannes de Alta Silva (Jean de Haute-Seille), puis s'est trouvée liée à la légende du Chevalier au cygne. Elle apparaît dans le Pentamerone de Giambattista Basile en Italie, XVIIe siècle et en Norvège (Les Trois Canards sauvages, inclus par Moe et Asbjørnsen dans leur Recueil de contes populaires norvégiens, 1841-1844). Elle semble répandue dans toute l'Europe.

## Adaptation
- Sœur des cygnes (Daughter of the Forest (en)), le premier livre de la trilogie Septenaigue (Sevenwaters) de Juliet Marillier, est un récit détaillé de cette histoire dans un cadre celtique médiéval.
- Le roman Birdwing de Rafe Martin suit le plus jeune prince, humain mais avec une aile au lieu de son bras gauche, alors qu'il grandit avec cette « difformité »[9].
- Moonlight met en vedette une princesse de treize ans, Aowyn, qui a perdu sa mère à la suite d'une maladie mystérieuse et qui est chargée de protéger son père et ses six frères d'une sorcière voulant s'emparer du trône. Ce récit est écrit par Ann Hunter et se déroule sur la Summer Isle, une Irlande fictive[10].
- Les Six Cygnes, bande dessinée de Johanna.
- 1977 : Le lac des Cygnes (Sekai Meisaku Dōwa: Hakuchō no Ōji), long métrage anime japonais, réalisateur : Nobutaka Nishizawa, production : Tōei Doga[11].
- L'épisode de Paul Weiland Les Trois Corbeaux (The Three Ravens) de la série télévisée Monstres et Merveilles (The Storyteller) de Jim Henson en 1988 est une relecture de ce conte[12].
- Un épisode de la série d'anime Raconte-moi une histoire en 1988[13],[14].
- Un épisode de la première saison de la série d'animation Simsala Grimm en 1999[15].
- Un film en 2012 de la série cinématographique Märchenperlen de Karola Hattop (de)[16],[17].